# Microdon fuscipennis
Microdon fuscipennis là một loài ruồi trong họ Ruồi giả ong (Syrphidae). Loài này được Macquart mô tả khoa học đầu tiên năm 1834. Microdon fuscipennis phân bố ở miền Tân bắc